# PHL-03
PHL-03 là một loại pháo phản lực phóng loạt tầm xa tự hành 12 ống phóng 300 mm gắn trên khung gầm xe tải tám bánh lốp do Trung Quốc phát triển và chế tạo.
Tổ hợp này hiện đang dần được quân đội Trung Quốc thay thế bằng PHL-16 mới hơn và có tính mô-đun nhiều hơn.

## Thiết kế
PHL-03 được thiết kế dựa trên pháo phản lực BM-30 Smerch của Liên Xô. Nhiệm vụ chính của tổ hợp phóng đạn tên lửa đa nòng này là tấn công phá hủy các mục tiêu chiến lược như nơi tập trung bộ binh đối phương, sân bay, trung tâm chỉ huy, khẩu đội phòng không và các cơ sở hậu cần. Nó cũng được sử dụng để tham gia vào các nhiệm vụ phản pháo.
PHL-03 có cấu hình tương tự như phiên bản gốc của Liên Xô, bao gồm 12 ống phóng đạn tên lửa 300 mm, cùng với hệ thống điều khiển hỏa lực (FCS) bằng máy tính kết hợp hệ thống định vị GPS/GLONASS/Bắc Đẩu.

### Tên lửa
PHL-03 sử dụng đạn tên lửa 300 mm thuộc dòng BRE, cụ thể là BRC4, BRE2, và tên lửa dẫn đường Fire Dragon 140A có tầm bắn 130 km (81 dặm).
Trọng lượng tiêu chuẩn của mỗi tên lửa là 800 kg (1.800 lb), trong đó phần đầu đạn nặng 280 kg (620 lb). Tầm bắn tối đa tùy thuộc vào loại đầu đạn, ước tính nằm trong khoảng 70–130 km (43–81 dặm). Đầu đạn tiêu chuẩn gồm đầu đạn phân mảnh nổ mạnh (HE-FRAG), đầu đạn nhiệt áp, và đầu đạn chùm có chứa các loại đạn con chống xe thiết giáp và chống bộ binh. Đầu đạn chùm cũng có thể mang theo đạn chống tăng tự định vị mục tiêu. Một loạt bắn toàn bộ đạn của PHL-03 có khả năng bao phủ diện tích lên tới 67 hecta (170 mẫu Anh).
Tháng 10 năm 2020, có thông tin cho biết một loại tên lửa mới đang được triển khai trên PHL-03 đạt tầm bắn 160 km (99 dặm).

## Quốc gia sử dụng
Trung Quốc
- Lục quân Trung Quốc: 175 tổ hợp[3]

 Maroc
- Lục quân Maroc: 36 tổ hợp[4]

 Ethiopia
- Lục quân Ethiopia: 4 tổ hợp[5]
- Lực lượng Phòng vệ Tigray[6]

 Campuchia
- Quân đội Campuchia: 6 tổ hợp tính đến năm 2025